# Jatołtowicze
Jatołtowicze (biał. Ятаўтавічы) – wieś na Białorusi w obwodzie grodzieńskim w rejonie iwiejskim położona 6 km od Juraciszek.

## II wojna światowa
23 lutego 1943 r. w wyniku prowokacyjnej akcji partyzantów sowieckich, niemiecka ekspedycja karna zniszczyła tę wieś wraz z ludnością (spalono żywcem 90 mieszkańców)